# Huelgas Ensemble
Ансамбъл Хуелгас (Huelgas Ensemble) е белгийски състав за т. нар. „Стара музика“ (Early music), обхващащ периода от Средновековието, през Ренесанса, до Ранния барок. Huelgas Ensemble е създаден от Пол ван Невел (Paul van Nevel) през 1971 г.

## История и творческа дейност
Huelgas Ensemble е един от наследниците на едно по-ранно поколение изпълнители на стара музика, като Томас Бинкли и Дейвид Мънроу (Thomas Binkley, David Munrow). Когато Пол ван Невел създава през 1971 г. Huelgas Ensemble, той работи с един друг състав за стара музика – Скола Канторум Базиленсис (Schola Cantorum Basilensis). В търсене на автентично звучене, Невел налага използването на оригинални корнети, тромбони, фрейти, корни и други инструменти от съответната епоха, което бързо му печели признание, като един от забележителните изпълнители на стара музика. Като цяло вокалните и инструменталните техники на състава се придържат към автентичното звучене, притежавайки въздействаща звучност и богата звукообразност. Изпълненията са изящно фразирани и изпълнени с богата и емоционално наситена орнаментация, при това без да са лишени от нововъведения, дори и ексцентричност. През цялата си кариер Невел експериментира, разбира се в рамките на жанра, като изпълненията отдават уважение към нотния материал с който разполага и стремеж към точност на оркестрацията.
През 1994 г. в изпълнението му на музика от епохата на крал Янус от Никозия, представя някои пиеси в темпо, различаващо се много от очакваното, с богати и остро наситени дисонанси. През същата година, Huelgas Ensemble реализира диск с композиции на Орландо ди Ласо (Lassus) „Lagrime di San Pietro“, който издига изпълнителската техника до висотата на бележити диригенти, като Филип Херевеге (Philippe Herreweghe). Изпълненията от 1999 г. на Александър Агрикола (Alexander Agricola) включват някои поразителни хроматични промени на т. нар. „Тайно хроматично изкуство“. През цялата си кариера Невел се е стремял към новаторство, дори когато това му е носило критики от кръга на специалистите и на други изпълнители. Забележително е, че дори след повече от 30 години история, ансамбълът поддържа изключително високо страстта към новаторство и откривателство, зародило се дълго преди масовата звукозаписна индустрия да преоткрият звукът на Средните векове и Ренесанса.
Един от най-големите приноси на Huelgas Ensemble и ръководителят му е непрестанната амбиция да разкрива малко познати автори и творби.

## Състав
Вокалисти:
Katelijne van Laethem (сопрано), Carol Schlaikjer (сопрано), Marie Claude Vallin (сопрано), Nancy Long (сопрано), Ingrid Smit Duyzentkunst (сопрано), John Dudley (тенор), Otto Rastbichler (тенор), Angus Smith (тенор), Marius van Altena (тенор), Stéphane van Dijck (тенор), Ibo van Ingen (тенор), Eric Mentzel (тенор), Eitan Sorek (тенор), Harry van Berne (тенор), Matthew Vine (тенор), Josep Benet (тенор), Willem Ceuleers (бас), Kees Jan de Koning (бас), Lieven de Roo (бас), Peter Dijkstra (бас), Stéphane MacLeod (бас), Harry van der Kamp (бас), Philippe Cantor (бас), Peter Dijkstra (бас), Jo Gulinck (бас), Claudio Cavina (алт), Pascal Bertin (контратенор), Rannveig Sigurdardottir (контратенор), Lieven Termont (баритон), Marius van Altena (баритон)
Инструменталисти:
Wim Becu (sacabuche), Cas Gevers (sacabuche), Harry Ries (sacabuche), Symen van Mechelen (sacabuche), Willem Bremer (bombarda, corneta), Nils Ferber (shawm, cromorno, bombarda), Christine Frantzen (laúd, vihuela), Marcel Onsia (órgano, sacabuche), Alain Sobczak (shawm, bombarda, cromorno), René Van Laken (rabel, viella, bombarda), Marion Verbruggen (corneta), Howard Weiner (sacabuche), Paul Van Nevel (flautas, bombarda, échaquier, órgano)

## Награди
- 1994 – „Prix in Honorem“ на „Académie Charles Cros“
- 1996 – „Diapason d’Or de l’année“
- 1997 – немската награда „Echo Deutscher Schallplattenpreis“
- 1998 – „Cannes Classical Award“

## Дискография
- 1978 – Musique à la Cour de Chypre (1192 – 1489). (LP). Alpha DB 264. alp264
- 1978 – Netherlands Renaissance. De Monte, Lassus, Nörmiger, White. (LP). Sony „Seon“ 60705.
- 1978 – Motets Wallons. Motets, Conductus et Pièces Instrumentales. (LP). Musique en Wallonie MW 29. mew29
- 1979 – Ars Moriendi. (LP). Alpha 270. alp270
- ???? – Le chansonnier de Paris. (LP). Alpha 260. alp260
- 1982 – La Favola di Orfeo. Sony Classical „Seon“ SB2K 60095 (2 CDs). seo60095
- 1985 – Musica aldersoetste Konst. Polyphonic songs from the Low Countries. Klara MMP 013. klr013
- 1988 – O cieco mondo. The Italian Lauda, c.1400 – 1700. Deutsche Harmonia Mundi RD77865. dhm77439
- 1989 – La Dissection d'un Homme armé. Six Masses after a Burgundian Song. Sony Classical Vivarte SK 45860. sny45860
- 1990 – Cypriano de Rore: Passio Domini nostri Jesu Christi secundum Johannem. Deutsche Harmonia Mundi 7994. dhm7994
- 1990 – Cypriot Advent Antiphons. Anonymus C.1390. Deutsche Harmonia Mundi RD77977. dhm7977
- 1990 – Antoine Brumel: Missa Et ecce terrae motus. Sequientia Dies irae. Sony Classical Vivarte SK 45860. sny46348
- 1991 – In morte di Madonna Laura. Madrigal cycle after texts of Petrarch. Sony Classical Vivarte SK 48942. sny45942
- 1991 – Mateo Flecha el Viejo: Las Ensaladas. El Fuego, La Negrina, La Justa. Sony Classical Vivarte SK 46699. alp225
- 1991 – Febus Avant!. Music at the Court of Gaston Febus. Sony Classical Vivarte SK 48195. sny48195
- 1991 – Italia mia. Musical Imagination in the Renaissance. Sony Classical Vivarte SK 48065. sny48065
- 1992 – Michael Praetorius: Magnificat. Aus tiefer Not; Der Tag vertreibt Sony Classical Vivarte SK 18039. sny68258
- 1993 – Nicolas Gombert: Music from the Court of Charles V. Motets. Chansons. Mass for 6 Voices. Sony Classical Vivarte SK 48249. sny48249
- 1993 – Music at the Court of king Janus of Nicosia. Ars subtilior del siglo XIV. Sony Classical Vivarte SK 53976. sny53976
- 1993 – Orlando di Lassus: Lagrime di San Pietro. Sony Classical Vivarte SK 53373. sny53373
- 1993 – Codex Las Huelgas. Music from 13th Century Spain. Sony Classical Vivarte SK 53341. sny53341
- 1993 – João Lourenço Rebelo: Vesper Psalms and Lamentations. Sony Classical Vivarte SK 53 115. sny53115
- 1994 – Cançóes, Vilancicos e Motétés Portugueses: Séculos XVI-XVII. Sony Classical Vivarte SK 64 305. sny66288
- 1994 – Costanzo Festa: Magnificat; Mass Parts; Motets; Madrigals. Sony Classical Vivarte SK 53116. sny53116
- 1994 – Jacobus Gallus: Opus musicum. Missa super „Sancta Maria“. Sony Classical Vivarte SK 64305. sny64305
- 1994 – Utopia Triumphans. Sony Classical Vivarte SK 66261. sny66261
- 1995 – Matthaeus Pipelare: Missa L'homme armé. Chansons. Motets. Sony Classical Vivarte SK 68258. sny68258
- 1995 – Claude le Jeune: Le printemps. Sony Classical Vivarte SK 68259. sny68259
- 1996 – Pierre de Manchicourt: Missa Veni Sancte Spiritus. Motets. Chansons. Sony Classical Vivarte SK 62694. sny62694
- 1996 – Perusio: Virelais, Ballades, Caccia. Sony Classical Vivarte SK 62928.
- 1997 – Tears of Lisbon. 16th Century Arts Songs / Traditional Fado. Sony Classical Vivarte SK 62256. sny62256
- 1997 – La pellegrina. Música para los esponsales de Ferdinando de Medici y Christine de Loraine, Princesa de Francia. Sony Classical Vivarte S2K 63362. sny63362
- 1997 – Johannes Ciconia: Oeuvre complète. Pavane 7345. mew80040
- 1998 – Alexander Agricola: A Secret Labyrinth. Sony Classical Vivarte SK 60760. sny60760
- 1999 – Lamentations de la Renaissance. Musica super Threnos Ieremiae prophetein maiori hebdomada decantadas à 5 Feria V. In coena Domini Tiburtio Massaino. Harmonia Mundi 901682. (Premios: Diapason d'Or, Recommandé par Classica, Excepcional de Scherzo). hmu1682
- 2000 – Guillaume Dufay: O Gemma Lux. Intégrale des motets isorythmiques. Harmonia Mundi901700. (Premios: Choc du Monde de la Musique, Recommandé par Classica). hmu1700
- 2000 – Christophorus Demantius: Vêpres de Pentecoste. Harmonia Mundi 901705. (Premios: Recommandé par Classica, Excepcional de Scherzo). hmu1705
- 2001 – Annibale Padovano: Messe à 24 voix. Harmonia Mundi 901727. hmu1727
- 2001 – Le Chant de Virgile. Harmonia Mundi 901739. (Premios: Diapason d'Or, Recommandé par Classica, 10 de Répertoire). hmu1739
- 2002 – Cipriano de Rore: Missa Praeter rerum seriem. Madrigaux et motets. Harmonia Mundi901760. (Premios: Recommandé par Classica, 10 de Répertoire, Choc du Monde de la Musique, Classics Today, Editor's Choice Grampohone). hmu1760
- 2003 – Jean Richafort: Requiem (in memoriam Josquin Desprez) à 6 voix, motets. Harmonia Mundi 901730. (Premios: Diapason d'Or, Recommandé par Classica, 10 de Répertoire, Luister). hmu1730
- 2003 – Costanzo Festa: La Spagna. 32 contrapunti. (SACD) Harmonia Mundi 801799. (Premios: 10 de Répertoire, Choc du Monde de la Musique). hmu1799
- 2004 – Orlando di Lassus: Il Canzoniere di Messer Francesco Petrarca. Harmonia Mundi 901828. (Premios: 10 de Répertoire, Edison Classical Music Award). hmu1828
- 2005 – Alfonso Ferrabosco „Il Padre“: Psaume 103. Motets et chansons. Harmonia Mundi 901874. (Premios: 10 de Répertoire, Classics Today). hmu1874
- 2005 – Jacobus de Kerle: „Da Pacem Domine“ Messes & Motets. Harmonia Mundi 901866. hmu1866
- 2006 – A 40 voix. (SACD). Harmonia Mundi 801954. hmu1954
- 2007 – La Quinta essentia. Harmonia Mundi 901922. hmu1922